# Schéma régional de gestion sylvicole
Après les ORF (Orientations régionales forestières), le schéma régional de gestion sylvicole (ou SRGS) est en France un document élaboré par le Centre régional de la propriété forestière (CRPF) et validé par la Commission régionale de la forêt et du bois (CRFB). Il donne des orientations et recommandations de gestion à suivre pour une gestion durable des forêts privées. Il doit être conforme au Programme régional de la forêt et du bois (PRFB) déclinaison régionale du Programme national de la forêt et du bois (PNFB). 

## Contenu
Divers textes de loi, principalement relatifs à des zonages règlementaires doivent de plus être respectés concernant par exemple :
- forêts de protection (Art L411 du code forestier);
- Site Natura 2000 (ZSC & ZPS) (L414-1 du Code de l'environnement)
- Arrêté préfectoral de protection de biotope & autres arrêtés de protection d'espèces (L411-1 du Code de l'environnement)
- Réserves naturelles nationales, réserves naturelles régionales (L332-1 & 2 du Code de l'Environnement)
- site inscrit, site classé (L341-1 & 2 du Code de l'environnement)
- Directive de protection et de mise en valeur des paysages (L350-1 du Code de l'environnement)
- Zones de cœur des parcs nationaux (L331-1 & 2 du Code de l'environnement)
- Périmètre de classement ou inscription de monuments historiques et leurs abords (Loi de 1913 & L216-1 du Code du Patrimoine)
- zone de protection du patrimoine architectural, urbain et paysager (ZPPAUP) (Loi du 07/01/1983, L642-7 & L350(CE)

## Utilité
Les SRGS sont un cadre pour les plans simples de gestion (ou PSG) établis par les propriétaires forestiers privés (pour 10 à 20 ans). Ces PSG doivent respecter le SRGS de la région concernée pour être agréés. 
Différentes administrations veillent à leur application (DIREN ou futures DREAL, pour l'Environnement, et DDAF devenues DDEA pour l'Agriculture et forêt.. mais aussi DRAC et services départementaux architecture et patrimoine
(SDAP) pour certains zonages de classement de type ZPPAU par exemple.